# Ferdynand Markiewicz
Ferdynand Tadeusz Markiewicz (ur. 1 stycznia 1895 w Stróżach Wyżnych, zm. 1980) – major piechoty Wojska Polskiego, kawaler Orderu Virtuti Militari.

## Życiorys
Urodził się w Stróżach, w ówczesnym powiecie grybowskim Królestwa Galicji i Lodomerii, w rodzinie Ludwika, urzędnika kolejowego, i Marii ze Szpakowskich . 15 września 1913 wstąpił do Związku Strzeleckiego w Nowym Sączu. W 1914 złożył maturę w c. k. Gimnazjum I Wyższym w Nowym Sączu i rozpoczął studia prawnicze na Uniwersytecie Jagiellońskim, które po dwóch semestrach przerwał wybuch I wojny światowej. Od sierpnia do grudnia 1914 służył w 1 Pułku Piechoty Legionów, następnie w 5 Pułku Piechoty Legionów. W maju 1915 w bitwie pod Konarami został ciężko ranny. Od listopada 1916 do 15 czerwca 1917 był komendantem Powiatowego Urzędu Zaciągu w Hrubieszowie.
14 kwietnia 1919 został mianowany z dniem 1 kwietnia 1919 podporucznikiem w piechocie. W listopadzie 1928 został przeniesiony z 7 Pułku Piechoty Legionów w Chełmie do Baonu Podchorążych Rezerwy Piechoty Nr 6A w Zaleszczykach na stanowisko dowódcy kompanii. W lipcu 1929 został przeniesiony do Biura Personalnego Ministerstwa Spraw Wojskowych w Warszawie. 17 grudnia 1931 został mianowany majorem ze starszeństwem z 1 stycznia 1932 i 47. lokatą w korpusie oficerów piechoty. W kwietniu 1934 został przeniesiony do 36 Pułku Piechoty Legii Akademickiej w Warszawie na stanowisko dowódcy batalionu. Później został przesunięty na stanowisko II zastępcy dowódcy pułku (kwatermistrza). W czasie kampanii wrześniowej 1939 w 1 Pułku Piechoty Obrony Pragi Markiewicz pełnił funkcję kwatermistrza, uczestniczył w obronie Warszawy. Po kapitulacji obrony Warszawy, dostał się do niemieckiej niewoli. Przebywał w Stalagu IV B, Oflagu II B Arnswalde, od 15 maja 1942 do stycznia 1945 w Oflagu II D Gross-Born oraz Stalagu X B Sandbostel, gdzie doczekał wyzwolenia 29 kwietnia 1945. W 1946 w Adelheide k. Bremy na wniosek komisji historycznej dla obozów jeńców wojennych gen. dyw. Tadeusza Piskora przygotował sprawozdanie z działalności wyszkoleniowej w oflagach II B Arnswalde i II D Gross-Born.
Po wojnie powrócił do Polski i wstąpił do Ludowego Wojska Polskiego. Zmarł w 1980.
Był mężem Stefanii z Boguckich (1895–1965).

## Ordery i odznaczenia
- Krzyż Srebrny Orderu Wojskowego Virtuti Militari nr 4878
- Krzyż Niepodległości (2 sierpnia 1931)[12]
- Krzyż Walecznych (dwukrotnie[13][14][15]: po raz pierwszy 16 września 1922 „za udział w b. Legionach Polskich”, w szeregach 5 Pułku Piechoty[16][17])
- Złoty Krzyż Zasługi (dwukrotnie: 16 marca 1934[18], 18 lutego 1939[19])
- Srebrny Krzyż Zasługi (10 listopada 1928)[20][21]
- Medal 10 Rocznicy Wojny Niepodległościowej (Łotwa, 1929)[22]

## Publikacje
- Zarys historji wojennej 7-go pułku piechoty Legionów. Warszawa: Wojskowe Biuro Historyczne, 1928, seria: Zarys historii wojennej pułków polskich 1918–1920.